# مجزرة مخيم طولكرم (أكتوبر 2024)
مجزرة مخيم طولكرم هي مجزرة وقعت مساء يوم الخميس 3 أكتوبر 2024 في مخيم طولكرم في مدينة طولكرم عندما قصفت إسرائيل بواسطة طائرة مقاتلة من نوع إف-16 مبنًى سكنيًا مُكون من ثلاثة طوابق يضم مقهًى شعبيًا في الطابق الأرضي، حيث أدت الغارة الجوية إلى تدمير المبنى المستهدف بالكامل بمن فيه من أشخاص بداخله وألحقت أضرارًا بالمباني المجاورة، وقُتِلَ بذلك ما لا يقل عن 20 فلسطينيًا وأصيب آخرون بجروحٍ خطيرة، وقد وُصفت الغارة الجوية بأنها "مجزرة دامية"، لتكون أكبر مجزرة في الضفة الغربية منذ الانتفاضة الفلسطينية الثانية، كما أنها المرة الأولى منذ الانتفاضة الفلسطينية الثانية التي تستخدم فيها إسرائيل الطيران الحربي في قصف الضفة الغربية، وقد جاءت المجزرة بالتزامن مع أحداث الاجتياح الإسرائيلي لطولكرم 2023–2024، وقوبلت المجزرة بإدانة شديدة من دولٍ عديدة كما أدانها بشدة الأمين العام للأمم المتحدة أنطونيو غوتيريش.

## الغارة
وقعت الغارة الجوية في تمام الساعة 10:18 مساءً بتوقيت فلسطين من يوم الخميس 3 أكتوبر 2024، حيث استهدف الجيش الإسرائيلي مبنًى سكنيًا مُكون من ثلاثة طوابق يضم الطابق الأرضي فيه مقهًى شعبيًا، وقد أدت الغارة الجوية إلى تدمير المبنى المستهدف بالكامل بمن فيه من أشخاص بالإضافة إلى تدمير جزئي للمباني المحيطة.
قال الجيش الإسرائيلي إنه واستنادًا إلى توجيهات استخباراتية من جهاز الشاباك هاجمت طائرة حربية المكان وقضت على قائد حماس في طولكرم زاهي عوفي ومعه قادة بارزين آخرين في كتيبة طولكرم، وكان عوفي بحسب بيان الجيش الإسرائيلي قد "خطَّط لتنفيذ عمليات إرهابية داخل إسرائيل على المدى الزمني القريب". وأكدت حركة حماس مقتل زاهي عوفي بالإضافة إلى 7 عناصر آخرين للحركة.
وقالت صحيفة يديعوت أحرنوت الإسرائيلية إلى أنه القصف الأول من نوعه الذي تشنه طائرة مقاتلة إسرائيلية في الضفة الغربية منذ الانتفاضة الفلسطينية الثانية.
قالت الأمم المتحدة إن "القوات الجوية الإسرائيلية قصفت مبنىً سكنيًا مكونًا من 3 طوابق يضم مقهى في الطابق الأرضي في منطقة مكتظة في مخيم طولكرم رغم عدم نشوب اشتباكات أو مواجهات في الموقع"، وقالت أن "القصف الجوي دمر تمامًا المبنى المستهدف بسكانه وألحق أضرارًا بالمنازل المجاورة وأن معظم القتلى لم يكونوا مسلحين أو مطلوبين من قوات الأمن الإسرائيلية وإن من بين القتلى أسرة بأكملها مكونة من خمسة أشخاص منهم طفلان"، وأشارت الأمم المتحدة إلى "صعوبة عملية انتشال القتلى من تحت الركام وتحديد الهويات في ضوء ضخامة التفجير".

## ردود الفعل

### دوليًا
- الأمم المتحدة: أدانت الأمم المتحدة بشدة الغارة الجوية، وقال الأمين العام للأمم المتحدة أنطونيو غوتيريش أنه "يدين وبشدة الخسائر في الأرواح بعد الغارة الجوية الإسرائيلية على مخيم طولكرم" مشددًا على أن "هذا الهجوم يمثل تصعيدًا خطيرًا آخر للعنف"،[12] وقالت الأمم المتحدة بأن "القصف الجوي دمر تمامًا المبنى المستهدف بسكانه وألحق أضرارًا بالمنازل المجاورة وأن معظم القتلى لم يكونوا مسلحين أو مطلوبين من قوات الأمن الإسرائيلية وإن من بين القتلى أسرة بأكملها مكونة من خمسة أشخاص منهم طفلان"، وقال مكتب الأمم المتحدة لحقوق الإنسان بأن "هذا القصف جزء من نمط مقلق للغاية للاستخدام غير القانوني للقوة"،[4][20][21] ودعا المكتب "إلى إجراء تحقيق مستقل والمساءلة بشأن غارة جوية غير قانونية على طولكرم".[22][23]

- منظمة التعاون الإسلامي: أدانت منظمة التعاون الإسلامي بشدة "المجزرة البشعة" في مخيم طولكرم وحملت إسرائيل المسؤولية.[24][25][26]

- الأردن: أدانت وزارة الخارجية الأردنية "بأشد العبارات العدوان الذي شنته قوات الاحتلال الإسرائيلي على مخيم طولكرم مما أسفر عن ارتقاء وإصابة العشرات"، وحمّل الناطق الرسمي باسم الوزارة السفير سفيان القضاة إسرائيل المسؤولية الكاملة عن هذا العدوان، مؤكدًا أن "هذه الاعتداءات المتواصلة والاستهدافات الإسرائيلية المتصاعدة ضد الفلسطينيين في الضفة الغربية المحتلة بالتزامن مع عدوانها المتواصل على غزة ولبنان يعكس تصميمًا إسرائيليًا على توسيع الصراع إقليميًا وتهديد أمن المنطقة واستقرارها".[27][28][29][30]

- ألمانيا: أعربت وزارة الخارجية الألمانية عن "صدمتها" إزاء الغارة الجوية، وقالت الوزارة إن "العدد الكبير من الضحايا المدنيين في الغارة الجوية على طولكرم صادم. في الحرب ضد الإرهاب الجيش الإسرائيلي ملزم بحماية المدنيين".[31][32][33][34]

- تركيا: أدانت وزارة الخارجية التركية المجزرة، وقالت الوزارة في بيانٍ لها "نسأل الله تعالى الرحمة للفلسطينيين الذين فقدوا أرواحهم في الهجوم الجوي الذي نفذته إسرائيل على طولكرم بالضفة الغربية".[35]

- العراق: أدانت الحكومة العراقية المجزرة، وقال المتحدث الرسمي باسم الحكومة باسم العوادي في بيانٍ إنّ "الاحتلال الصهيوني يستمر بارتكاب مجازر تثبت تصميمه الإجرامي وإصراره على ممارسة الإبادة الجماعية لشعبنا الفلسطيني، في اقترافه جريمة جديدة باستهداف المدنيين في مخيّم طولكرم".[36][37][38]

- مصر: أدان مفتي الديار المصرية نظير عياد المجزرة، وقال في بيانٍ له أن "المجزرة الوحشية التي ارتكبها الاحتلال الإسرائيلي في مخيم طولكرم استكمال لحرب الإبادة الجماعية".[39][40][41]

### إسرائيل
- الجيش الإسرائيلي: قال الجيش الإسرائيلي في بيانٍ له عقب المجزرة إن طائرة مقاتلة نفذت الغارة الجوية في طولكرم بالتعاون بين الجيش وجهاز الأمن العام "الشاباك" "لتصفية مسؤول العمليات في حركة حماس بمدينة طولكرم".[42][43]

### فلسطين
- الرئاسة الفلسطينية: أدان الرئيس الفلسطيني محمود عباس المجزرة، وحمّل الناطق باسم الرئاسة الفلسطينية نبيل أبو ردينة الحكومة الإسرائيلية المسؤولية الكاملة عن تداعيات هذه "الجريمة البشعة".[44][45][46][47]

- الحكومة الفلسطينية: قالت الحكومة الفلسطينية في بيان لها أن "مجزرة مخيم طولكرم تؤكد أن إسرائيل تتعامل كقوة إجرام فوق القانون وقد آن الأوان لأن يضع المجتمع الدولي حدا لهذه الجرائم المستمرة والتي لم يشهد لها التاريخ المعاصر مثيلًا. نطالب المجتمع الدولي والمؤسسات الإنسانية والحقوقية الأممية بالتحرك العاجل لوضع حد لجرائم الاحتلال الإسرائيلي المستمرة".[48]

- القوى الوطنية والإسلامية الفلسطينية: أعلنت القوى الوطنية والإسلامية بالضفة الغربية في بيانٍ لها مساء الخميس عقب المجزرة عن الإضراب الشامل ليوم الجمعة 4 أكتوبر 2024 في كافة محافظات الضفة الغربية حدادًا على أرواح ضحايا المجزرة، كما دعت القوى إلى "الخروج بفعاليات في كل مناطق التماس والحواجز العسكرية الإسرائيلية".[10][49][50]

- المجلس الوطني الفلسطيني: أدان رئيس المجلس روحي فتوح المجزرة، وقال فتوح في بيانٍ له إن "هذا العدوان الدموي الإجرامي وإعدام المدنيين بدم بارد هو جريمة حرب وقتل جماعي وانتهاك صارخ للقوانين الدولية والإنسانية"، وطالب فتوح "المجتمع الدولي باحترام القانون الدولي الإنساني والتدخل فورًا لوقف هذا الانفلات لحكومة الإرهاب اليمينية ومحاسبة قادة حكومة الاحتلال الفاشية على جرائمها".[51]

- دائرة شؤون اللاجئين: قالت دائرة شؤون اللاجئين في منظمة التحرير الفلسطينية في بيانٍ لها أن "الهجوم الوحشي بطائرات الـ ف-16 على مخيم طولكرم أدى إلى عشرات الشهداء والجرحى من الأطفال والنساء والشباب"، وقالت إن "مجزرة مخيم طولكرم جريمة مروعة وتمثل تطورًا خطيرًا في استهداف قضية اللاجئين والمخيمات وهي استنساخ لصور الهجمات الوحشية التي يتعرض لها شعبنا في قطاع غزة"، وحملت الدائرة الحكومة الإسرائيلية "المسؤولية الكاملة عن تداعيات هذه الجريمة البشعة بحق أبناء الشعب الفلسطيني".[1]

- حركة فتح: أدانت حركة التحرير الوطني الفلسطيني "فتح" "المجزرة الدموية التي ارتكبتها قوات الاحتلال الإسرائيلي في مخيم طولكرم"، وأكدت أن "هذه المجزرة لن تفت من عضد شعبنا"، وقالت الحركة إن "هذه المجزرة تدلل على مساعي منظومة الاحتلال التصعيدية".[52][53][54]

- حركة حماس: قالت حماس إن "قصف الاحتلال الوحشي بالطائرات مساء اليوم الخميس، لأحد المقاهي في مخيم طولكرم وأوقع عشرات الشهداء والمصابين من النساء والأطفال هو تصعيد خطير في عدوانه المتواصل على الضفة الغربية، ودليل على وحشيته وإفلاسه، في ظل فشله الميداني".[55][56]

- حركة الجهاد الإسلامي في فلسطين: قالت حركة الجهاد الإسلامي في فلسطين إن "المجزرة المروعة التي ارتكبها جيش العدو الصهيوني في مخيم طولكرم تثبت بأن لدى الكيان الصهيوني مخططات لتنفيذ حرب إبادة بحق الشعب في الضفة المحتلة"، وأضافت الحركة أن "استخدام العدو لطائرات حربية مقاتلة وإلقاء القنابل الثقيلة على منطقة سكنية مكتظة بالمدنيين داخل مخيم طولكرم ليس له إلا هدف واحد هو قتل أكبر عدد ممكن من أبناء شعبنا".[57][58]

- الجبهة الشعبية لتحرير فلسطين: قالت الجبهة الشعبية أن "المجزرة الوحشية التي ارتكبها الاحتلال في مخيم طولكرم جريمة إبادة مخطط لها إذ أقدمت طائراته الحربية على قصف منزل ومقهى في مخيم مكتظ بالسكان ما أدى لاستشهاد وجرح العشرات"، وقالت الجبهة أن "مجزرة طولكرم تستدعي انتفاضة وطنية شاملة"، داعيةً "لهبة غضب جماهيرية في الضفة الغربية".[59][60]

- الجبهة الديمقراطية لتحرير فلسطين: أدانت الجبهة الديمقراطية المجزرة في بيانٍ لها.[61]

- حركة المبادرة الوطنية الفلسطينية: أدانت حركة المبادرة الوطنية الفلسطينية "المجزرة البشعة".[62]